# TAQA
La Companyia Nacional d'Energia d'Abu Dhabi, més coneguda pel seu nom en anglès Abu Dhabi National Energy Company o per l'acrònim TAQA és una societat holding d'energia controlada pel govern d'Abu Dhabi, als Emirats Àrabs Units.
TAQA és una de les companyies insígnia d'Abu Dhabi i, com a tal, té un paper important per ajudar a desenvolupar l'estratègia econòmica de l'Emirat d'Abu Dhabi. Actualment, la companyia opera a 11 països de quatre continents.

## Història
Els inicis de TAQA es troben dins de la iniciativa governamental d'Abu Dhabi de 1998, que pretenia privatitzar el sector de l'aigua i l'electricitat de l'Emirat. Després de l'establiment de l'Autoritat d'Aigua i Electricitat d'Abu Dhabi (ADWEA).
TAQA es va fundar el juny de 2005 d'acord amb les disposicions d'un decret de 2005 com a societat anònima pública. ADWEA va ser l'accionista fundador, amb el 51% de la companyia.
El maig de 2006 TAQA va nomenar Peter E. Barker-Homek, un empresari estatunidenc, com a primer conseller delegat. TAQA es va expandir ràpidament sota la direcció de Barker-Homek, fent diverses adquisicions clau a Àfrica i Amèrica del Nord. Al Canadà, TAQA va adquirir Northrock Resources Ltd. (2.000 milions de dòlars), Pioneer Natural Resources Canada Inc (540 milions de dòlars) i PrimeWest Energy Trust (5.000 milions de dòlars).
El 2008, TAQA va adquirir diversos actius del Mar del Nord de Shell U.K. Limited i Esso Exploration and Production (UK) Limited. La compra incloïa totes les llicències de capital, infraestructures associades i producció relacionades amb els camps Tern, Eider, Cormorant North, South Cormorant, Kestrel i Pelican i els camps satèl·lits submarins relacionats.
A finals de 2009, Barker-Homek va renunciar al seu càrrec de conseller delegat i va ser substituït per Carl Sheldon. Sheldon s'havia unit a TAQA com a conseller general el 2008.
El 2010, després de grans inversions i un augment d'actius de més del 300% entre 2005 i 2008 (fins a 23.000 milions de dòlars), Sheldon va anunciar un "període de consolidació" i "creixement orgànic", centrat en la rendibilitat operativa.
El 2012, TAQA va vendre les seves accions de Tesla per finançar inversions en una central elèctrica a la regió del Kurdistan de l'Iraq.
L'any 2014, Carl Sheldon va deixar l'empresa i va cedir les seves responsabilitats a Edward LaFehr, qui va assumir el nou càrrec de director d'operacions. LaFehr va ser anteriorment president del negoci nord-americà de TAQA. El 2016, LaFehr va deixar TAQA i va ser substituït pel director d'operacions en funcions, Al Dhaheri.
El 2019, TAQA va informar per al primer trimestre d'una disminució del 95% dels beneficis a causa de les pèrdues de divises i la revaloració dels seus actius elèctrics als EUA. Els ingressos del primer semestre de 2019 van un 5% en comparació amb el primer semestre de 2018.
El juliol de 2020, TAQA i ADPower van anunciar la finalització amb èxit de la seva fusió. Això va crear una de les organitzacions més grans de la regió. Els seus actius totals s'estimen en 200.000 milions d'AED, la qual cosa fa de Taqa la tercera empresa més gran cotitzada als Emirats Àrabs Units i una de les deu principals empreses de serveis públics d'Europa, Orient Mitjà i Àfrica (EMEA).

El desembre de 2021, TAQA i Abu Dhabi National Oil Company (ADNOC) van anunciar un projecte de 3.600 milions de dòlars per reduir la petjada de carboni de les operacions de producció offshore d'ADNOC en més d'un 30%.
El 2024, juntament amb La Caixa, es va anunciar la seva intenció de presentar una oferta pública d’adquisició per a aconseguir el control del 100% de les accions de Naturgy.